# Alice Stoffel
Pour les articles homonymes, voir Stoffel.
Alice Stoffel est une nageuse française née le 30 octobre 1905 à Colmar et morte le 22 août 1983 à Luxembourg.
Elle est membre de l'équipe de France aux Jeux olympiques d'été de 1924 à Paris, prenant part aux 100 et 200 mètres brasse ; elle est dans les deux cas éliminée en séries. Elle est aussi éliminée en séries du 200 mètres brasse des Jeux olympiques d'été de 1928 à Amsterdam.
Elle participe aux Jeux olympiques féminins de 1922 à Monaco.
Elle a été six fois championne de France de natation sur 200 mètres brasse (1922, 1923, 1925, 1926, 1927, 1928) et championne de France de natation sur 100 mètres dos en 1922.
En club, elle a été licenciée au SR Colmar.
Elle est la belle-sœur de Virginie Rausch, une nageuse luxembourgeoise éliminée en séries du 200 mètres brasse aux Jeux olympiques de 1928.